# Eleuterio de Bizancio
Eleuterio (en griego: Ελευθέριος), que murió en el año 136) fue el obispo de Bizancio durante siete años, de 129-136. 
Sucedió al Obispo Diógenes. Durante su episcopado, ejercía el poder en Roma el emperador Adriano. Su sucesor fue Félix.
| Predecesor: Diógenes de Bizancio | Obispo de Bizancio 129-136 | Sucesor: Félix de Bizancio |